# Agrochira biplexum
Agrochira biplexum är en tvåvingeart som beskrevs av Ian David Whittington 2003. Agrochira biplexum ingår i släktet Agrochira och familjen bredmunsflugor.
Artens utbredningsområde är Kenya. Inga underarter finns listade i Catalogue of Life.